# シークレット・メッセージ
『シークレット・メッセージ』 (Secret Messages) は、1983年に発表されたエレクトリック・ライト・オーケストラ (ELO) のアルバム。

## 概要
前作『タイム』よりシンセサイザー色が薄まり、ギターや生楽器の音源を重視したバンド・サウンドを持つ曲が復活した。一方で、エレポップ色の強い曲も多く収録されており、また、デジタル・ドラム・マシンが多用されている。録音もELOとして初めて（かつ唯一）デジタルで行われた。
ベーシストのケリー・グロウカット、ストリングス指揮者ルイス・クラークにとっては、最後のアルバムとなる。また、エレクトリック・ライト・オーケストラにとっても、商業的にヒットした最後のアルバムである。
元々、ダブル・アルバムとして製作されていたが、レコード会社からの2枚組の価格が高価になるとの要請で1枚モノに縮約される。既にLP2枚分の曲は完成していたため、収録されなかった曲は、シングルB面などに分散して発表された。
前作『タイム』に参加しなかったルイス・クラークが復帰しているが、ストリングスがリンの関心から遠ざかっていることに違いはなく、前作同様、限定的な使用にとどまっている。収録曲「ロックン・ロール・イズ・キング」には、1977年『アウト・オブ・ザ・ブルー』以来久々にミック・カミンスキーのヴァイオリン・ ソロが収録された。
『シークレット・メッセージ』は、そのタイトルが示すように、歌詞や曲の幕間に隠されたメッセージがアルバムの各所に散りばめられている。その中には、ザ・ビートルズやデル・シャノンへのオマージュもある一方、当時のジェフ・リンを取り巻いていたゴタゴタに対する皮肉を込めたメッセージも多く納められている。
2001年にはリマスター盤が発売され、未発表曲やシングルB面曲がボーナス・トラックとして追加収録された。
2018年に、6曲を追加して当初の構想に沿った2枚組LPとして発売された（ただし、「Beatles Forever」は未収録のまま）。

## 収録曲
なお、「タイム・アフター・タイム」は当初、CD版・カセット版・ハーフスピードマスタリング（高音質）盤のみ収録。
1. シークレット・メッセージ - Secret Messages
  - シングルカットされ、イギリスで48位。モールス符号のようなシンセサイザーがフィーチャーされている。
2. 落日の王国 - Loser Gone Wild
  - ジャズとディスコが交互につなげられた実験的なサウンドを持つ。歌詞に「ヴァイオリンが演奏されなくても気にしない、この先どうせ聴きはしない」という衝撃的な一節がある。
3. ブルーバード - Bluebird
4. 遥か銀河の彼方に - Take Me On And On
  - ここまでの曲順はオリジナルと同じ。
5. タイム・アフター・タイム - Time After Time
6. フォー・リトル・ダイアモンド（英語版） - Four Little Diamonds
  - シングルカットされた。ビートルズをもろに意識したサウンド。
7. ストレンジャー（英語版） - Stranger
8. 危険!!最前線 - Danger Ahead
9. スペイン通信 - Letter From Spain
10. マイダスの輝き - Train Of Gold
11. ロックン・ロール・イズ・キング - Rock 'N' Roll Is King
  - シングルカットされイギリスで13位、アメリカで19位。

リマスター盤ボーナス・トラック
1. ノー・ウェイ・アウト - No Way Out
2. エンドレス・ライズ - Endless Lies
3. アフター・オール - After All

## ダブル・アルバム構想時のトラック・リスト
Side A
1. Secret Messages
2. Loser Gone Wild
3. Bluebird
4. Take Me On and On

Side B
1. Stranger
2. No Way Out
3. Beatles Forever
4. Letter from Spain
5. Danger Ahead

Side C
1. Four Little Diamonds
2. Train of Gold
3. Endless Lies
4. Buildings Have Eyes
5. Rock 'n' Roll is King

Side D
1. Mandalay
2. Time After Time
3. After All
4. Hello My Old Friend

- ノー・ウェイ・アウト - No Way Out
3枚組ベスト盤「アフターグロウ（Afterglow）」に収録。

- Beatles Forever
現在まで未発表の曲。歌詞にビートルズの楽曲名が盛り込まれているが、その中に後に交流を深めるジョージ・ハリスンの楽曲がないことがお蔵入りの原因と言われる。ジェフ・リンは後に、ビートルズに媚びているような曲だという感想を漏らしている。また、『シークレット・メッセージ』発表後、ソロ・シングル「VIDEO!」やエヴァリー・ブラザーズに提供した「ストーリー・オブ・ミー」に、この曲の要素を流用している。

- エンドレス・ライズ - Endless Lies
『バランス・オブ・パワー』収録バージョンとは曲の一部やミックスが異なる。2001年本アルバム・リマスター盤に収録。ロイ・オービソンへのオマージュと受け止められる曲調。

- ビルディング・ハヴ・アイズ - Buildings Have Eyes
シングル「シークレット・メッセージ」B面。3枚組ベスト盤「アフターグロウ（Afterglow）」に収録。

- マンダレイ - Mandalay
3枚組ベスト盤「アフターグロウ（Afterglow）」に収録。

- アフター・オール - After All
シングル「ロックン・ロール・イズ・キング(Rock 'N' Roll Is King)」B面。2001年リマスター盤に収録。なお、本来のバージョンの演奏時間は現在発表されている物よりもかなり短かったと言われている。

- ハロー・マイ・オールド・フレンド - Hello My Old Friend
3枚組ベスト盤「アフターグロウ（Afterglow）」に収録。ジェフの故郷であるバーミンガムに捧げた曲。ビートルズの「ア・デイ・イン・ザ・ライフ」を意識したであろうパートを含む大作。